# 陆中湾街道
陆中湾街道，是中华人民共和国浙江省宁波市慈溪市下辖的一个街道办事处，由前湾新区托管，原为庵东镇的一部分，2024年11月划出双浦社区、越林湖社区、越溪湖社区、观塘社区、香溪社区、清鹭社区、汀湖社区、双岚社区、揽月社区、观澜社区、江汇社区、博海社区、望海潮社区、水鹭湾社区，设立陆中湾街道，11月29日正式成立。

## 行政区划
陆中湾街道下辖以下地区：
双浦社区、越林湖社区、越溪湖社区、观塘社区、香溪社区、清鹭社区、汀湖社区、双岚社区、揽月社区、观澜社区、江汇社区、博海社区、望海潮社区、水鹭湾社区